# مازدا ريفو
مازدا ريفو (بالإنجليزية: Mazda Revue)‏ هي سيارة من تصنيع شركة مازدا.